# シルヴィア・アッツォーニ
シルヴィア・アッツォーニ（Silvia Azzoni、1973年11月3日 - ）は、イタリア出身のバレリーナ。ドイツのハンブルク・バレエ団所属。

## 経歴
1973年、イタリアのトリノ郊外の村で生まれる。4～5歳のときに地元のダンス教室でバレエを習い始めたところ才能を認められ、正式なバレエ教育を受けるためトリノのバレエ学校に移る。十代で教師から「もう教えることはない」と言われ、ドイツ留学を勧められる。ちょうど両親が離婚し、不安定な毎日を送っていたため留学を決心。父親からは「プロのバレエダンサーになどなれるはずがない」と反対されたが、オーディションに受かったため1991年にハンブルク・バレエ・スクール入学。1993年にハンブルク･バレエ団に入団し、1996年にソリスト、2001年にプリンシパルに昇格する。『ロミオとジュリエット』『ダフニスとクロエ』など、ジョン・ノイマイヤーの振付作品で印象的なヒロインを数多く演じている。2004年に最優秀イタリア人ダンサー賞、2007年にノイマイヤーの振付による人魚姫でロルフ・ド・マレ賞、2008年に同作品でブノワ賞受賞。ハンブルク・バレエ団の同僚ダンサーでウクライナ人のアレクサンダー・リアブコ（Alexandre Riabko）と結婚しており、娘が一人いる。
親日家としても知られ、2003年の初来日以来、何度か日本公演に客演している。